# Katowice Szopienice Północne
Katowice Szopienice Północne – stacja techniczna (dawniej stacja) w Katowicach, w województwie śląskim, w Polsce, położona pomiędzy ul. Roździeńską i Wałową od północy a placem Ogród Dworcowy od południa, w dzielnicy Szopienice-Burowiec.
Stacja została oddana do użytku w 1868 roku w ramach budowy linii Kolei Prawego Brzegu Odry (niem. Rechte Oderufer Eisenbahn) od strony z Wrocławia w do Dziedzic. Obecnie przez stację odbywa się wyłącznie ruch pociągów towarowych, natomiast ruch pasażerski przez Katowice Szopienice Północne prowadzony był do 1 kwietnia 1968 roku.

## Historia

### Powstanie i eksploatacja stacji

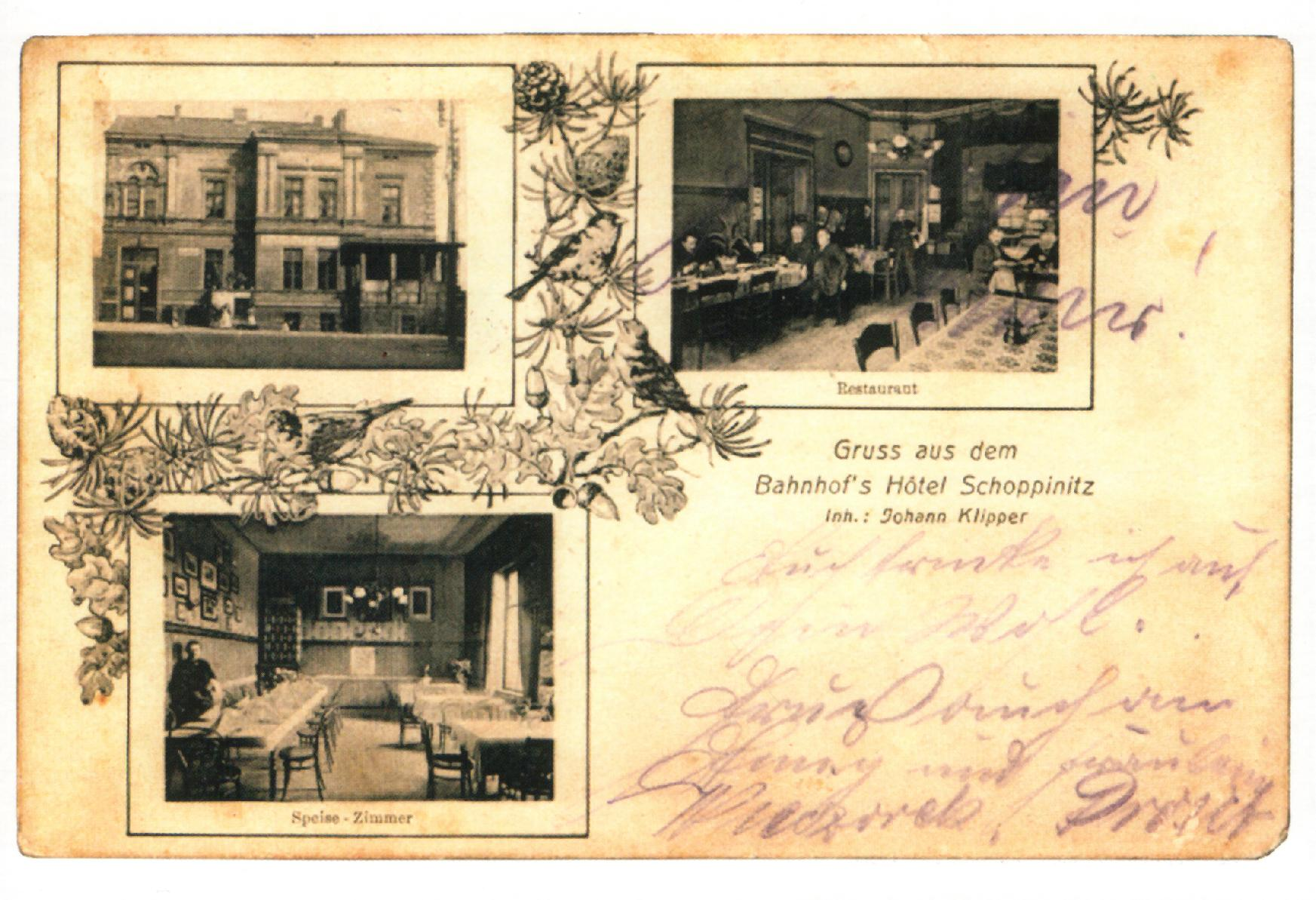
Budynek dawnego hotelu dworcowego w Szopienicach (pocztówka z 1913 roku)

Północna stacja kolejowa na granicy Roździenia i Szopienic powstała dzięki powołanemu w 1868 roku Towarzystwu Kolei Prawego Brzegu Odry, które kontynuowało prace Kolei Opolsko-Tarnogórskiej. Spółka ta budowała etapami z Wrocławia linię kolejową w kierunku Górnego Śląska od strony północnej (przez Kluczbork, Tarnowskie Góry i Bytom). Linię od strony Chorzowa (Starego) do Szopienic i dalej w kierunku Muchowca otwarto 15 listopada 1868 roku. Linia ta prowadziła dalej do Dziedzic. Łączna długość linii z Wrocławia przez Bytom, Szopienice Północne, Murcki i Pszczynę liczyła 256,97 km. Wraz z tą linią w Szopienicach powstała stacja kolejowa z dużym budynkiem dworca kolejowego. W 1870 roku pociąg osobowy z Pszczyny do Szopienic docierał do stacji po dwóch godzinach i 16 minutach.
Przez Roździeń i Szopienice już przebiegała natomiast wybudowana wcześniej linia kolejowa Kolei Górnośląskiej, lecz ze względu na konkurencję ze stacji kolei prawoodzrzańskiej również Kolej Górnośląska zdecydowała się na budowę przystanku, którego oddanie do użytku nastąpiło w 1870 roku. Dzięki powstaniu drugiego punktu na mieszkańcy Szopienic i Roździenia mieli do dyspozycji od tego momentu dwa posterunki ruchu, które dzieliły między siebie dystans kilku minut dojścia pieszo.
W latach powojennych przestały kursować pociągi pasażerskie przez Katowice Szopienice Północne – ruch pasażerski zawieszono 1 kwietnia 1968 roku. PKP prowadziła również proces elektryfikacji linii kolejowych. W ramach tych działań, 25 kwietnia 1990 oddano do eksploatacji trakcję elektryczną na liniach kolejowych przechodzących przez stację.

### Modernizacja stacji
31 maja 2019 roku PKP Polskie Linie Kolejowe ogłosiło przetarg na kompleksową przebudowę stacji Katowice Szopienice Północne w ramach modernizacji północnej kolejowej obwodnicy Górnośląskiego Okręgu Przemysłowego, lecz po przedłużającej się procedurze przetargowej umowę na prace podpisano dopiero w dniu 4 września 2020 roku. Wartość prac ma łącznie wynieść około 100 milionów złotych, a zakończenie realizacji planowane jest na I kwartał 2023 roku.
W ramach tych prac planowana jest wymiana torów i rozjazdów, co umożliwi wzrost prędkości przejeżdżających przez stację pociągów do 80 km/h. Dodatkowo zostanie wymieniona sieć trakcyjna, a także ma powstać nowa nastawnia. Wraz z przebudową stacji planowana jest modernizacja sąsiedniego wiaduktu kolejowego nad ul. Lwowską – pod nią zostanie poprowadzony nowy chodnik oraz ścieżka rowerowa.

## Infrastruktura

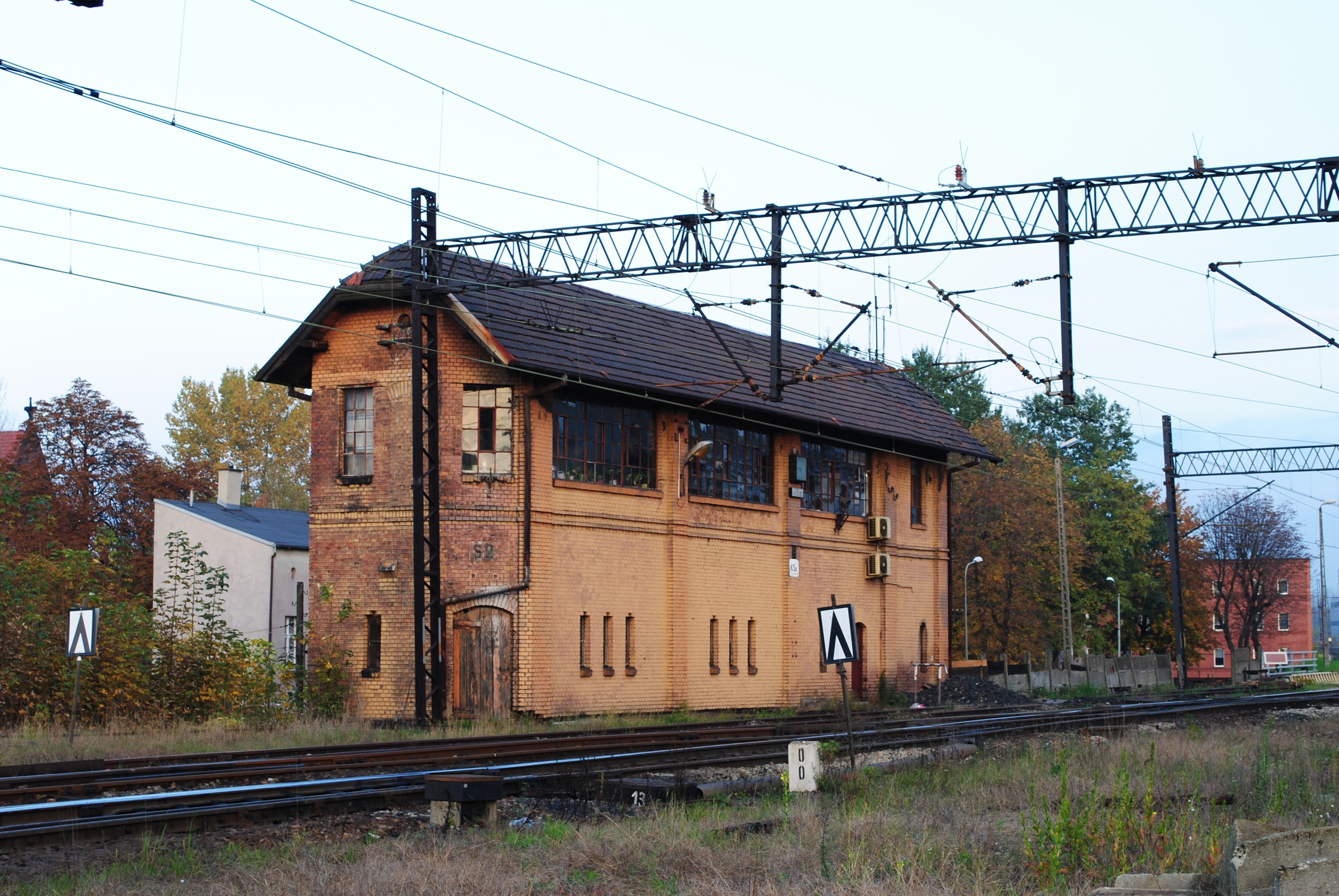
Nastawnia dysponująca KSz

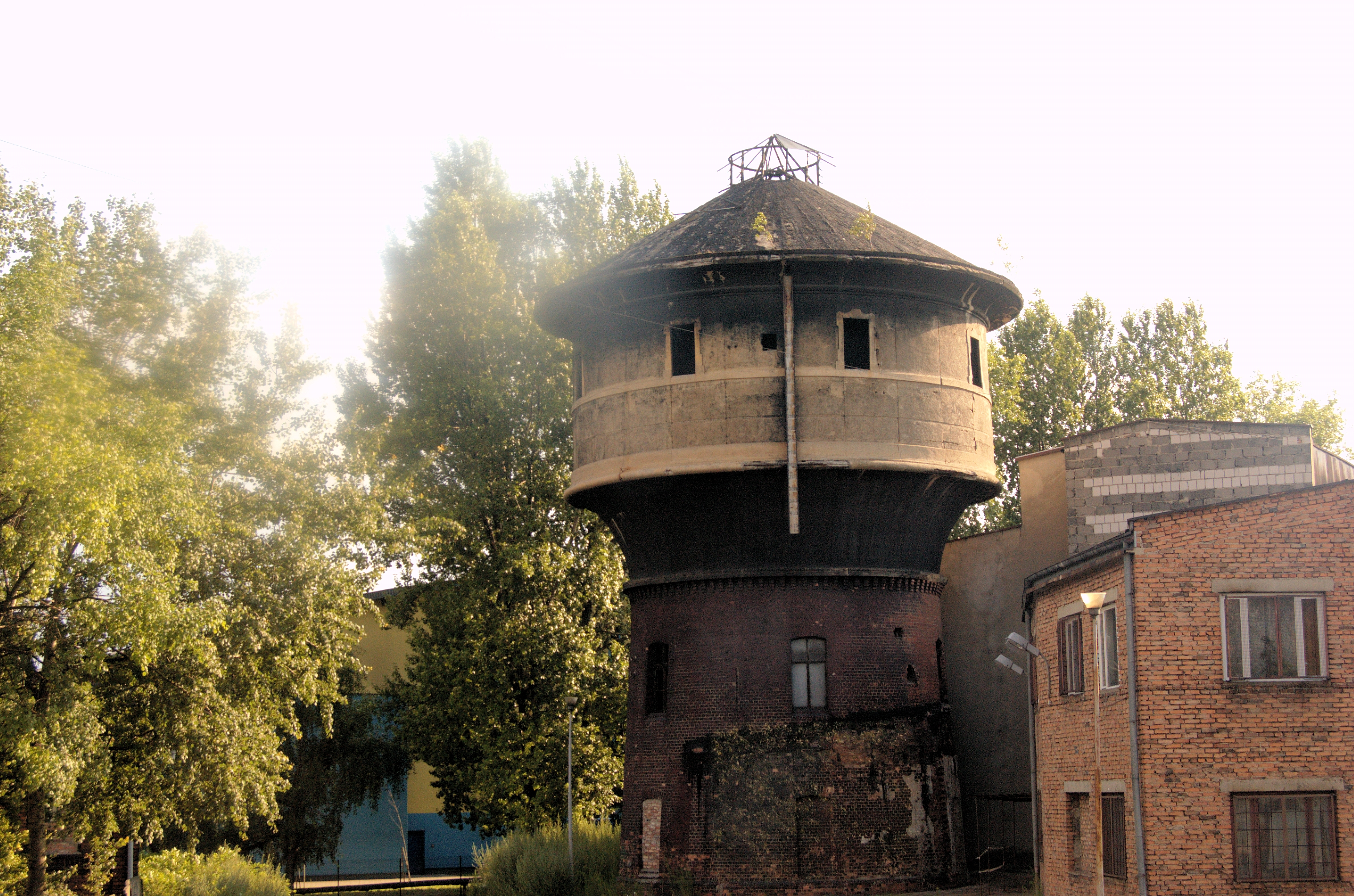
Wieża wodna na stacji z widocznym wodowskazem

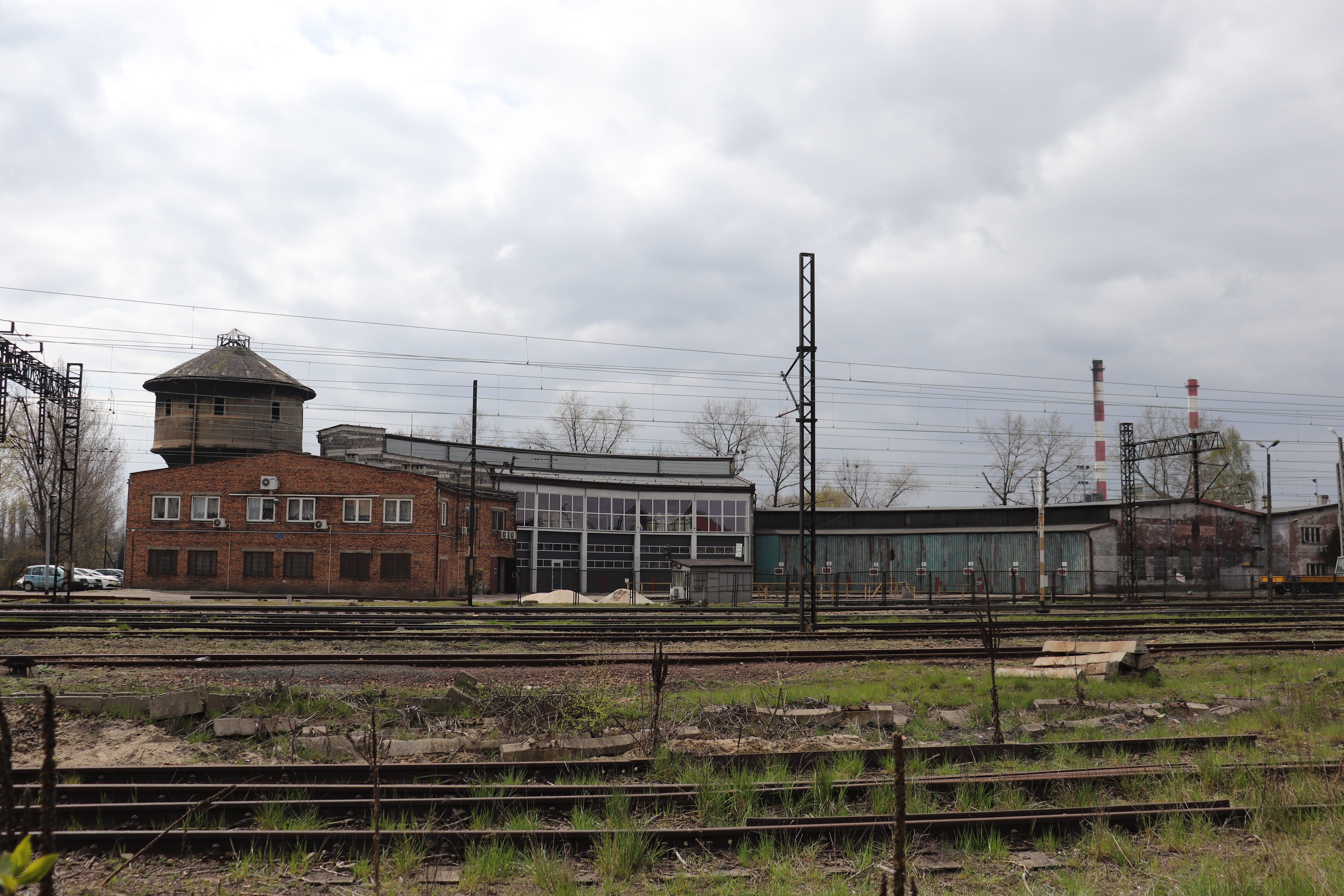
Zabudowa dawnej lokomotywowni

Katowice Szopienice Północne to stacja techniczna (dawniej stacja), zarządzana przez PKP Polskie Linie kolejowe. Położona jest ona na trzech czynnych liniach kolejowych: nr 161 (stacja początkowa; km osi 0,001), 654 (stacja końcowa; km osi 1,358) i 657 (stacja początkowa; km osi 0,001). Na liniach tych odbywa się wyłącznie ruch towarowy. Stacja Katowice Szopienice Północne wyposażona jest w 14 torów stacyjnych o łącznej długości 7516 metrów, ka których znajduje się 40 rozjazdów.
Na tej stacji technicznej znajdują się dwa obiekty prowadzące ruch kolejowy:
- KSz – nastawnia dysponująca – budynek położony przy ul. Wałowej w pobliżu skrzyżowania z ul. Lwowską[5]; jest to dwukondygnacyjny, ceglany budynek z betonowymi fundamentami, pokryty dachówką; posiada drewniane stropy, schody oraz stolarką drzwiową; budynek ten jest pod nadzorem konserwatora zabytków; nastawnia wyposażona jest w urządzenia do telekomunikacji[18],
- KSz-1 – nastawnia wykonawcza – budynek położony przy ul. Roździeńskiej, przy wiadukcie kolejowych w pobliżu Bagna[5]; jest to dwukondygnacyjny, ceglany budynek o konstrukcji stalowej, z betonowymi fundamentami, pokryty dachem z papy; posiada drewnianą stolarkę drzwiową, a także schody zewnętrzne stalowe; budynek powstał w 1911 roku[18]; nastawnia wyposażona jest w urządzenia do telekomunikacji[18];

Do sterowania ruchem kolejowym na stacji używa się urządzeń mechanicznych z sygnalizacją świetlną, zabudowanych w 1905 roku. Stacja jest oświetlona za pomocą 68 opraw, a także posiada urządzenia elektrycznego ogrzewania rozjazdów – obydwa systemy zainstalowano w 1972 roku.
Stacja techniczna Katowice Szopienice Północne jest wyposażona w punkt ładunkowy. Posiada ona także nieużywane bądź używane w innym przeznaczeniu budynki: lokomotywownię, obrotnicę i wieżę wodną. W przeszłości na stacji znajdował się żuraw wodny, a także dwa perony, z czego ten przy budynku był w przeszłości zadaszony. Wieża wodna zlokalizowana jest na końcu ul. Wypoczynkowej, przy zabudowaniach lokomotywowni. Jest ona oczyszczona z wewnętrznego wyposażenia, a jej stan techniczny jest zły. We wnętrzu głowicy zachował się zbiornik na wodę, a na elewacji łata wodowskazowa.
Dworzec kolejowy zlokalizowany jest przy placu Ogród Dworcowy. Powstał on w latach 80. XIX wieku w stylu historyzmu ceglanego. Obok budynku dworca kolejowego, przy ul. Lwowskiej 6 zlokalizowany jest budynek dawnej poczty kolejowej w stylu historyzmu ceglanego, który powstał w tym samym okresie. Jest on wpisany do gminnej ewidencji zabytków. Budynek jest murowany, o powierzchni użytkowej budynku wynoszącej 217 m² i kubaturze 1860 m³, kryty dwuspadowym dachem z papy. Pełni obecnie funkcje mieszkalne. Decyzją z 22 marca 2022 roku dworzec wraz z sąsiednim budynkiem dawnego biura celnego został wpisany do rejestru zabytków (nr rej. A/948/2022). Od decyzji wniesiono odwołanie, a Minister Kultury i Dziedzictwa Narodowego ją uchylił i przekazał do ponownego rozpatrzenia. Decyzją z 20 grudnia 2022 roku do rejestru zabytków ponownie wpisano zespół stacji kolejowej Katowice Szopienice Północne w Katowicach, składający się z budynku dworca kolejowego I klasy (pl. Ogród Dworcowy 1), budynku dawnego biura celnego (pl. Ogród Dworcowy 1a) oraz budynku dawnej poczty kolejowej (ul. Lwowska 6), wraz z terenem działek ewidencyjnych nr 1422/8, 1421/8 i 1420/8. Od tej decyzji także wniesiono odwołanie, jednakże została ona utrzymana w mocy przez Ministra Kultury i Dziedzictwa Narodowego decyzją z 7 grudnia 2023 roku.